# Paul Le Seur

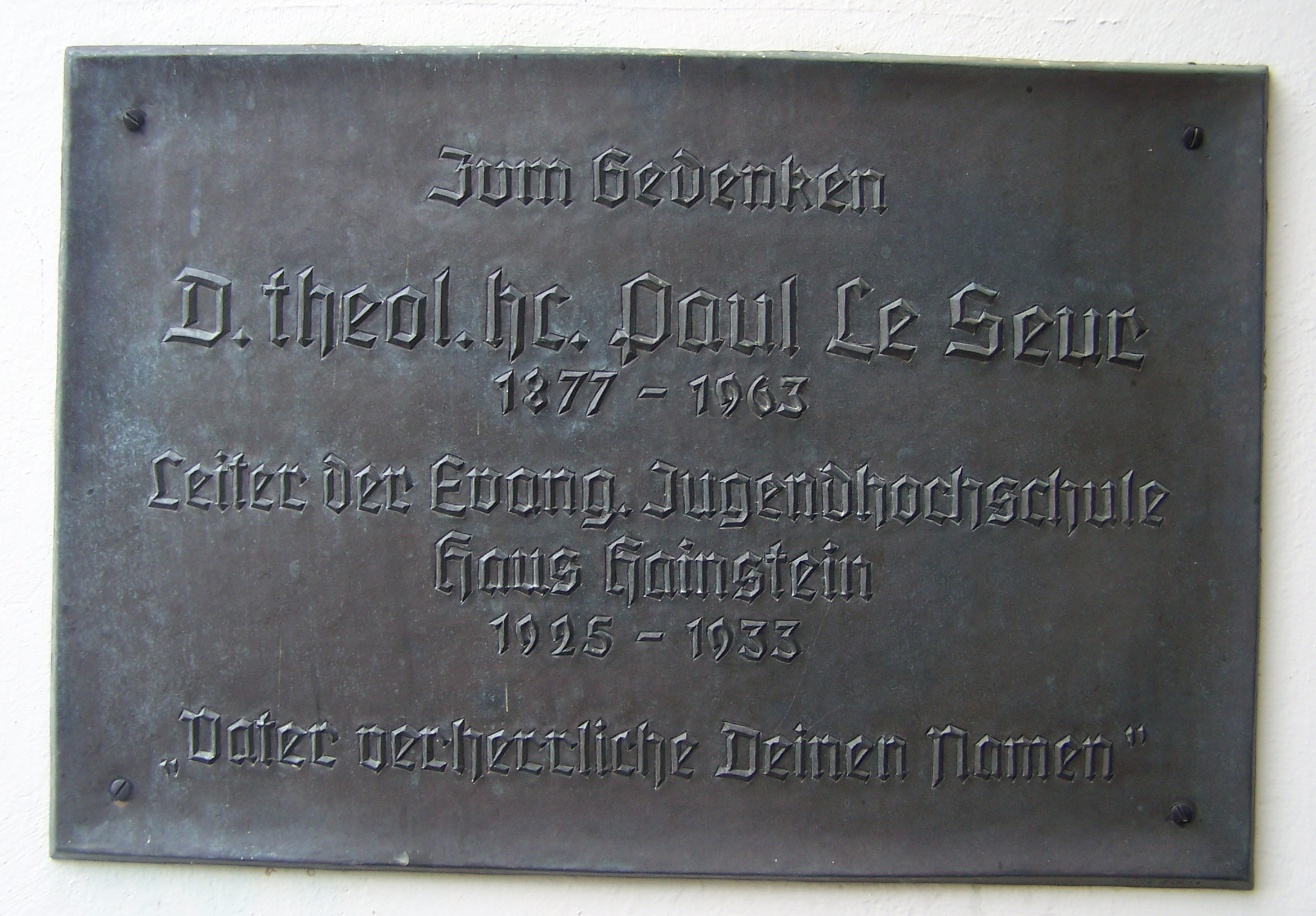
Gedenktafel am Haus Hainstein in Eisenach

Paul Le Seur (* 18. Juli 1877 in Berlin; † 13. März 1963 in Potsdam) war ein deutscher Evangelischer Theologe, Journalist und Hochschullehrer.

## Ausbildung
Le Seur legte zu Michaelis 1895 am Königlichen Friedrich-Wilhelms-Gymnasium seiner Geburtsstadt das Abitur ab und studierte anschließend Theologie an der Berliner Universität. Er gab zunächst Privatunterricht, um sein Studium finanzieren zu können. Er besuchte ab 1896 als Theologiestudent die Vereinsbibelstunde des CVJM und lernte in den Vereinsräumen in der Wilhelmstraße 34 den Vorsitzenden des ersten CVJM in Deutschland, Eberhard von Rothkirch, kennen, der ihm in der Folgezeit ein väterlicher Freund wurde. Rothkirch vermittelte ihm eine bezahlte Stellung als „Sekretär der Bibelkreise für höhere Schüler“. Nach dem Examen wurde er Hauslehrer in Mecklenburg und bekam später eine Stelle als Hilfsprediger in Posen. Ein Freund Rothkirchs, der Konsistorialpräsident der Kirchenprovinz Posen, Curt Balan, hatte Le Seur nach dem Zweiten Examen in Berlin gewonnen, um erstmals in einem evangelischen Kirchenamt in der polnisch-katholischen Umwelt zu wirken. In Posen wurde er am 12. Juni 1904 von dem Generalsuperintendenten Johannes Hesekiel ordiniert.

## Tätigkeit in der Berliner Stadtmission
Le Seur erhielt vom Inspektor der Berliner Stadtmission Ernst Bunke einen Brief im Auftrag von Adolf Stoecker mit dem Angebot, 1905 eine offene Stelle als Hilfsprediger/Pastor bei den geistlichen Inspektoren in der Reichshauptstadt anzutreten. Le Seur und Stoecker hatten sich bei einer Veranstaltung in Rostock kennen gelernt, an der Le Seur zusammen mit der Schriftstellerin Margarete von Oertzen als Versammlungsleiter teilnahm. Nachdem er zur Überzeugung gelangt war, dass sich Stoecker zwar politisch betätigte, aber die Stadtmission keine politischen Zwecke verfolgte und der Stadtmissionsdirektor sich von jeglichem politischen Handeln freihielt, folgte Le Seur dem Ruf nach Berlin. Er arbeitete in nächster Nähe von Stoecker und unterstützte ihn ab 1906 im Predigtdienst. Nach Stoeckers Tod übernahm er dessen Verkündigungsdienst in der Stadtmissionskirche. Als Pastor Karl von Scheven geistlicher Inspektor und Vorstandsmitglied der Berliner Stadtmission sowie Schriftführer des Vorstandes war, übte Le Seur die Funktion eines stellvertretenden Schriftführers aus. Zuvor war Le Seur selbst der Schriftführer.
An Stoecker bewunderte Le Seur rückblickend die Menschenkenntnis. Dessen Antisemitismus schätzte er differenziert ein: „Sein Antisemitismus hat mit dem Rassenwahn eines  Hitler nichts gemein. Den haben auch schon damals einige Wirrköpfe vertreten, aber die hat er sich ferngehalten. Den Juden, der in Wahrheit Christ geworden war, hat er als Bruder begrüßt. Er wollte nur dem damals übermächtigen Einfluss des jüdischen Geistes auf unser öffentliches Leben wehren.“ Von seinen geistlichen Kollegen bei der Stadtmission hatte es ihm besonders der Inspektor Pastor Walter Thieme angetan, den er als seinen Freund bezeichnete. An Stadtmissionsinspektor Ernst Bunke schätzte er dessen „Mut zur Aufrichtigkeit“ und an Inspektor Max Braun nachträglich dessen „Familienabende“ zur Gewinnung von „Groß und Klein“ durch Singen geistlicher Lieder, Instrumental- und Gedichtvortrag.
In der Berliner Stadtmission wirkte Le Seur 20 Jahre, einschließlich der Kriegsjahre 1914–1918, in denen er als Garnisonspfarrer in Brüssel tätig war. Nach der Mobilmachung am 1. August 1914 vertrat gelegentlich der Freiburger Evangelist Samuel Keller den Pastor der Berliner Stadtmission im Predigtdienst.
Le Seurs Motto war: „Jesus und die Jugend gehören zusammen“, welches er erstmals bei der Einweihung des Stadtmissionsheimes „Freie Jugend“ in Berlin im Ortsteil Neukölln am 20. September 1912 der Öffentlichkeit zur Kenntnis gab. Mit dem CVJM war er durch seine örtliche Jugendarbeit und besonders seit 1908 durch Aufträge verbunden, im Reisedienst das Evangelium von Jesus Christus vor allem der Jugend zu verkündigen, was er bis 1944 zusätzlich zu seiner Arbeit tat. Daneben gab er ab 1913 das Monatsblatt Der Hochweg heraus.
Anlässlich des 50-jährigen Bestehens der Berliner Stadtmission hielt Le Seur in einer Abendveranstaltung am 8. März 1927 die Evangelisationsansprache.

## Wirken in Eisenach
1925 wurde Le Seur von der Universität Greifswald ehrenhalber zum Doktor der Theologie promoviert. Von Juli 1925 bis 1933 leitete er die neu gegründete Jugendhochschule auf dem Hainstein bei Eisenach. Während dieser Zeit schloss er sich der „Sozialen Arbeitsgemeinschaft evangelischer Männer und Frauen Thüringens“ an, deren Leiter er 1927 wurde. Obwohl sozialkonservativ eingestellt, sah er im Anschluss an Carl Vogl die Sozialdemokratie in Analogie zum biblischen „Barmherzigen Samariter“ und damit als Herausforderung für die Kirche. Die Mitgliederzahl der Arbeitsgemeinschaft stieg unter Le Seur von 500 auf 800 an. Bereits bei einem Vortrag 1927 bezeichnete er „Die soziale Frage als Führerfrage“ – so das Thema seines Referates. Im Oktober 1933 gab er seine Stelle in Eisenach auf und zog nach Potsdam, wo er als freier Evangelist tätig war.
Nach 1945 wirkte er weiterhin als pastoraltheologischer Schriftsteller und Dozent an einer Bibelschule der Morgenländischen Frauenmission im damaligen West-Berlin. Auf dem 69. Jahresfest der Berliner Stadtmission 1946 hielt Le Seur auf Einladung von Missionsdirektor Pastor Hans Dannenbaum die Festpredigt.
Zum Lebensende hin verlegte sich sein Interesse auf das Wissenwollen um die Zukunft der Verstorbenen.

## Familie
Seine Mutter war die Theaterschauspielerin Marie Le Seur (1843–1898).
Paul Le Seur war seit 1906 mit Clara (1887–1949), einer Tochter des Pfarrers Wilhelm van Randenborgh, verheiratet; die Ehe blieb kinderlos. In Berlin lebte er zeitweilig mit seinen beiden Brüdern und deren Familien gemeinsam. Der deutsche Theaterschauspieler und spätere Pfarrer in Berlin-Lichterfelde, Eduard Le Seur (1873–1956), war sein ältester Bruder. Der mittlere Bruder, Walter Le Seur (1875–1922), war Bankbeamter, der sich ehrenamtlich sowohl für die Kirchengemeinde „Zum Guten Hirten“ in Friedenau als auch in der Kommunalgemeinde engagierte. Er ließ sich bei den Gemeindevertreterwahlen 1919 als Kandidat der Deutschnationalen Volkspartei, Ortsgruppe Friedenau, aufstellen.

## Werke

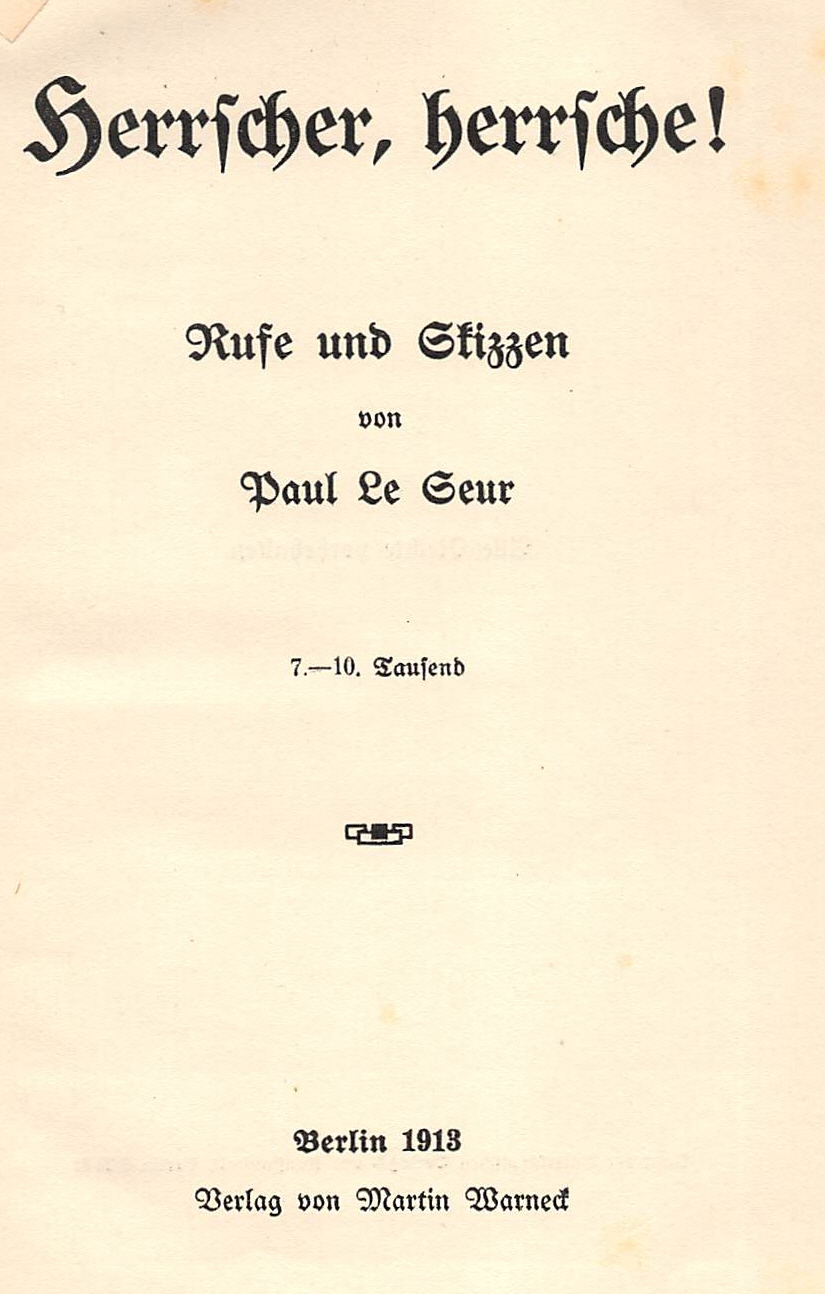
Titelblatt der 3. Auflage von „Herrscher, herrsche! Rufe und Skizzen“ (1913)

- Herrscher, herrsche – Rufe und Skizzen. Verlag Martin Warneck, Berlin, 1911
- Der Sozialismus Jesu. Verlag Martin Warneck, Berlin, 1919[23]
- Vom Hochweg-Schreibtisch. 1920[24]
- Die Meisterfrage beim Aufbau der Evangelischen Kirche. Ein Wort an die Treuen unter den Freunden und an die Frommen unter den Verächtern der Kirche. Hochweg-Verlag, Berlin, 1924
- Die Anklage gegen die Christen. Hochweg-Verlag, Berlin, 1925
- D. Adolf Stoecker – Ein Gedenken und ein Ruf. Hochweg-Verlag, Berlin, 1928
- Jesus. Drei Reden vom Heiland. Hochweg-Verlag, Berlin, 1929
- Adolf Stoecker, der Prophet des Dritten Reiches: Erinnerungen; Neubearbeitung: Paul Le Seur; Hochweg-Verlag, Berlin, 1933
- Heldische Lebensgestaltung und die christliche Botschaft. Hochweg-Verlag, Berlin, 1935
- Epheser-Kolosser-Philemon. Gustav Schloeßmanns Verlagsbuchhandlung, Leipzig, Hamburg, 1936
- Warum glauben wir an Christus?. Hochweg-Verlag, Berlin, 1936
- Adolf Stoecker. Persönliche Erinnerungen. Hochweg-Verlag, Wuppertal, 1938
- Die Beichte – ein vergessenes Gnadenmittel. Hochweg-Verlag, Wuppertal, 1939
- Vom Icherlebnis zum Erlebnis Gottes. Hochweg-Verlag, Wuppertal, 1939
- Du trägst Deutschlands Ehre!. Eine Ermahnung an die deutschen Soldaten zum Kriegsbeginn; Kassel: Eichenkreuz, 1939
- Nach dem Sterben. Fragen an die Bibel und deren Antworten. Hochweg-Verlag., Wuppertal, 1953
- Die Briefe an die Epheser, Kolosser und an Philemon. Evangelische Verlagsanstalt (Ost-)Berlin, 1954
- Aus meines Lebens Bilderbuch. 3. Auflage. Oncken Verlag, Kassel, 1957
- Die Zukunft der Toten, nach dem Sterben. Antworten der Bibel; bearbeitet von Siegward Busat; Wuppertal: Aussaat, 1974, ISBN 3-7615-0186-2